# Zaborje (rejon mohylewski)
Zaborje (biał. Забор’е; ros. Заборье) – wieś na Białorusi, w obwodzie mohylewskim, w rejonie mohylewskim, w sielsowiecie Kniażyce, nad Łachwicą.